# Glada Hudik-teatern
 Glada Hudik-teatern grundades 1996 av Pär Johansson i Hudiksvall.
Glada Hudik-teatern är en kommunal verksamhet enligt LSS (lagen om stöd och service) som består av en teatergrupp skådespelare med funktionsnedsättning från Hudiksvall. Målet med verksamheten är att alla ska få göra det man är bra på och att skapa en utvecklande och meningsfull verksamhet för personer med funktionsnedsättning. Bland skådespelarna kan nämnas Toralf Nilsson, Mats Melin, känd från Ica-reklamen, och Maja Carlsson.  
En dokumentärserie med Glada Hudik-teatern under namnet Elvis i glada Hudik sändes i SVT under hösten 2010. Ensemblen medverkade som pausunderhållning i Melodifestivalen 2010 där de framförde låten Sverige som även gavs ut på singel.
Lena Koppels film Hur många lingon finns det i världen? (2011) bygger fritt på Glada Hudik-teaterns historia.
Under hösten 2011 granskades teatern av Hudiksvalls tidning och SVT:s Uppdrag Granskning. I reportaget framkom att skådespelarna med intellektuell funktionsnedsättning fick sämre betalt än de andra medverkande. Journalisterna bakom granskningen belönades i mars 2012 med Journalistförbundets Gävleborgsdistrikts journalistpris för granskningen. Granskningen kritiserades dock från flera håll, bland annat från föräldrarna till de medverkande som menade att granskningen var ensidig. I mars 2012 meddelades att skådespelarna ska få höjda ersättningar.

## Föreställningar
- Tomtar på rymmen (1996)
- Sommar och soliga dagar (1997)
- Robert Skoog, vem är det? (1998)
- Indianer i Djungeln (1999)
- Det stora bankrånet (2000)
- Ha en underbar semester (2003)
- Elvis (2005)
- Trollkarlen från Oz (2014)

## Singlar
- Sverige (2010)